# Écologie microbienne Lyon
Vous pouvez aider à l'améliorer ou bien discuter des problèmes sur sa page de discussion.
- Il ne cite pas suffisamment ses sources. Vous pouvez indiquer les passages à sourcer avec {{référence nécessaire}} ou {{Référence souhaitée}}, et inclure les références utiles en les liant aux notes de bas de page. (Marqué depuis janvier 2022)
- Il est à actualiser. Certains passages sont obsolètes ou annoncent des événements désormais passés. (Marqué depuis janvier 2022)

- Archive Wikiwix
- Bing
- Cairn
- DuckDuckGo
- E. Universalis
- Gallica
- Google
- G. Books
- G. News
- G. Scholar
- Persée
- Qwant
- (zh) Baidu
- (ru) Yandex
- (wd) trouver des œuvres sur Wikidata

Le laboratoire d’écologie microbienne Lyon (EcoMic) est une unité de recherche spécialisée dans l'écologie microbienne dont le siège se situe à Villeurbanne, dans le département du Rhône.

## Tutelles et équipes
Le laboratoire est placé sous plusieurs tutelles : le CNRS (UMR 5557), l'université Claude Bernard Lyon 1, l'Institut national de la recherche agronomique et l'Institut d'enseignement supérieur et de recherche en alimentation, santé animale, sciences agronomiques et de l'environnement.
Les études sont effectuées autour de huit équipes :
- Symbiose actinorhizienne ;
- adaptation des microorganismes eucaryotes à leur environnement ;
- rhizosphère ;
- spéciation des bactéries phytopathogènes ;
- groupes fonctionnels microbiens et cycle de l'azote ;
- bactéries pathogènes opportunistes et environnement ;
- dynamique microbienne et transmission virale ;
- multi-résistance environnementale et efflux bactérien.